# 谷拉斯·馬亨亨
谷拉斯·馬亨亨，或譯郭拉斯·馬罕漢（1852年—1911年），是臺灣原住民阿美族馬蘭部落在19世紀末到20世紀初的大頭目:50。漢字文獻又稱其為黃骨力、潘骨力、骨力（臺灣話：kut-la̍t），乃「Kolas」之音譯。

## 生平

### 早年生活
1852年，郭拉斯出生於那拉助瀾（阿美語：Nalaculan）；自少年時代起，他因魁梧有力且說話聲音宏亮被稱作馬亨亨（阿美語：Mahengheng，意指「轟轟作響」）。
1868年，部落族人因在馬當（阿美語：Matang，原址位在今臺東市豐谷里）屯墾與卑南族呂家望社（卑南語：Likavung、Likavong或Rikavon，今稱「利嘉部落」，位在卑南鄉利嘉村）交惡，谷拉斯在衝突中奮勇退敵。
1875年，馬蘭社（今稱馬蘭部落）建立，他被推舉為「卡基達安」（阿美語的「頭目」），率領族人開闢水圳、灌溉農田，並積極與其他部族建立友好關係，確立了該社的發展基礎與勢力範圍。

### 頭目生涯
1877年，里漏（阿美語：Lidaw，原址位在今吉安鄉東昌村）部落與太魯閣族發生仇殺事件；他隨後在達給黎（阿美語：Takidis，今稱「德其里部落」，位在太麻里鄉泰和村）與兩者展開談判，達成互不侵犯約定。
1883年（或1884年），他主導舉辦「班鳩（takatay，原址位在今卑南鄉美農村境內）會議」，化解各族群間因爭奪土地、獵場等生活資源而起的紛爭，與該地區各部族約定和平互助。
1888年（光緒十四年）7月，在他成功說服平埔族人停止攻打卑南兵營後，臺東直隸州卑南廳通事攜帶禮物拜訪他，並尊稱他為頭人潘骨力。
1896年2月，考慮時勢變化，谷拉斯在與日軍談判獲得互不侵犯（日方不得欺侮馬蘭社婦女、徵收該社農作物及侵佔該社土地等）的承諾後，響應斯卡羅王國君主潘文杰，率領馬蘭社協同卑南社聯軍（馬蘭社出兵197人、卑南社出兵174人），於雷公火之役擊潰由劉德杓率領、沿花東縱谷向南推進的200餘名清軍。5月25日，日軍成功進入南鄉新街。5月31日，劉德杓逃離當地。6月，時任恆春支廳長相良長綱設宴慰勞。
1897年，臺南縣臺東支廳依循先前制度，按月支付頭目津貼給谷拉斯，並藉此呼籲訓示對日本當局之忠誠。谷拉斯再度要求擁有槍枝與彈藥，以期共同維護秩序。同年4月7日谷拉斯協助當局在馬蘭社成立臺東國語傳習所馬蘭分教場（今臺東縣立新生國民小學），讓族人開始接受現代教育 。
1900年，谷拉斯受時任臺東廳長相良長綱邀請一同視察花東縱谷各部落，各聚落族群對他的到訪盛大歡迎與招待；他在視察期間磋合太巴塱社與馬太鞍社相互和解，並勸喻各聚落族群與日本當局和平相處。
1908年，七腳川事件爆發，他前往調停以避免事態擴大殃及無辜，並協調促成有關當局從輕發落。
1911年，成廣澳事件爆發後，臺東廳當局一面請求總督府派兵支援，一面促請他出面勸解；為化解族群危機，他由部落青年輪流以擔架護送至都歷（阿美語：Torik，現址臺東縣成功鎮信義里）部落、麻荖漏（阿美語：Madawdaw，現址臺東縣成功鎮三民里）部落，勸請族人放下仇恨、避免犧牲；同時，他也曾代戰敗者向有關當局請求和解。他在族人間的遊走勸請對於結束戰事發揮了作用，但是帶領的四位頭目被日本警察倒掛吊在預先立好的竹干上，然後一刀砍斷繩子活活摔死，日警又把Madawdaw 部落和都歷部落燒光，日警又常常到各部落收刮米、鷄、豬和牛，使當時的阿美族生活更加困苦。故有人認為他進行的和解只一心偏向日本，並没有照顧到自己的族人。他各地奔走憂勞成疾，不久即與世長辭，其後一直爭奪其墓紛爭不斷。

## 紀念
- 臺東縣政府在2000年將臺東市「特二號道路」改名為「馬亨亨大道」以茲紀念。[4]
- 2009年，其馬蘭部落後代為其舉行158歲冥誕紀念，邀請馬當、康樂、豐年等各部落族人及後代子孫共同前往致意，獻酒敬拜並演唱當地的複音歌謠。[5]